# 廣東省語言文字工作委員會
廣東省语言文字工作委员会，簡稱廣東省語委，主管廣東省的語言文字工作。1989年，主任卢钟鹤（兼任副省長），